# Buchholz in der Nordheide
Buchholz in der Nordheide település Németországban, azon belül Alsó-Szászország tartományban. Lakosainak száma 41 290 fő (2023. december 31.). Buchholz in der Nordheide Neu Wulmstorf, Undeloh, Handeloh, Tostedt, Kakenstorf, Drestedt, Wenzendorf, Rosengarten, Jesteburg és Hanstedt községekkel határos.

## Fekvése
Buxtehudetól délkeletre fekvő település.

## Leírása
Buchholz in der Nordheide 1874-ig jelentéktelen mezőgazdasági település volt. Ekkor kapcsolódott be a vasúti közlekedésbe, amely egyben megindította fejlődését is.
Mára főként fafeldolgozó-és búvár felszereléseket gyártó üzemeiről ismert.
A városi jogot 1958-ban kapta meg.
A városka közelében számos halomsír található.

## Galéria

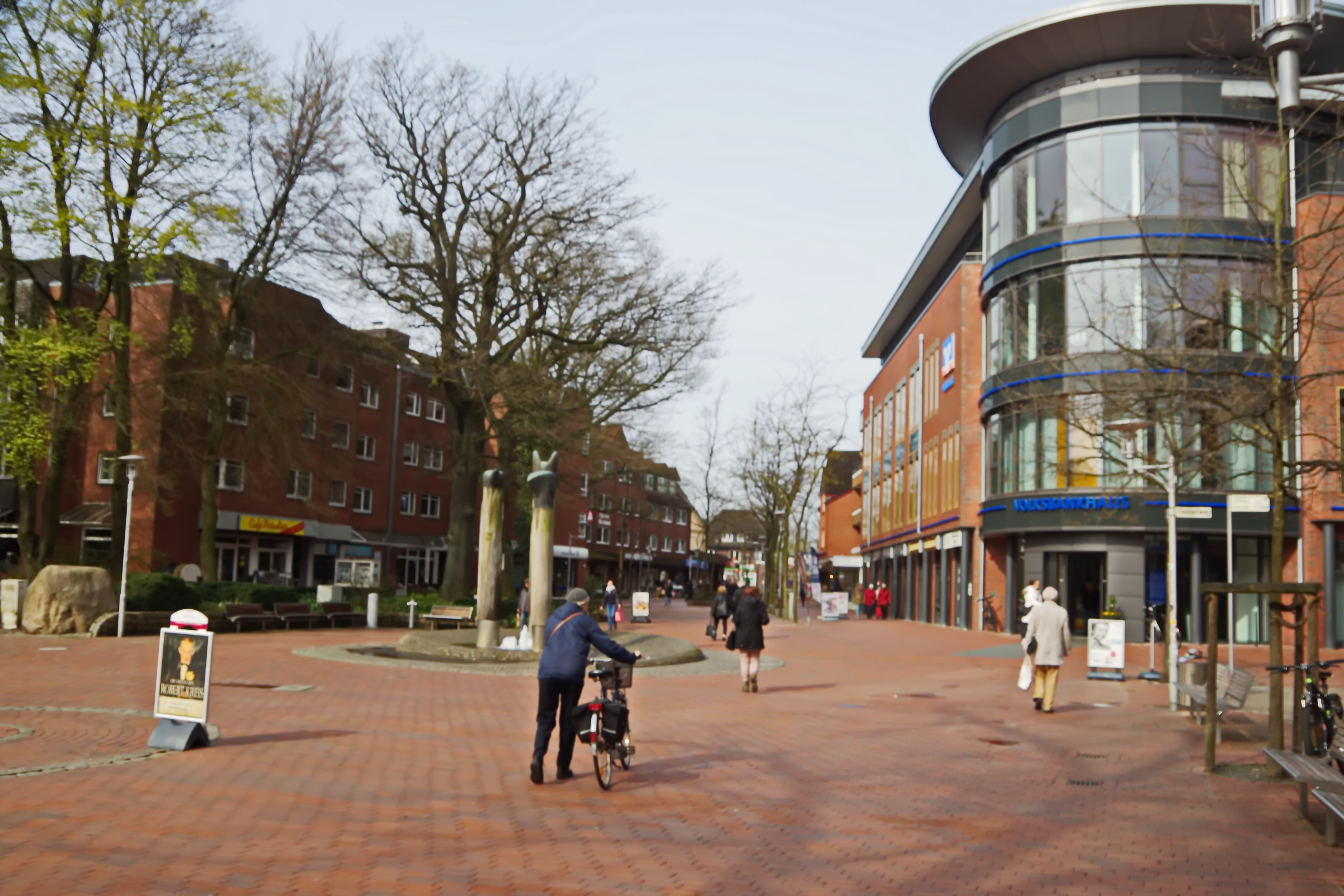
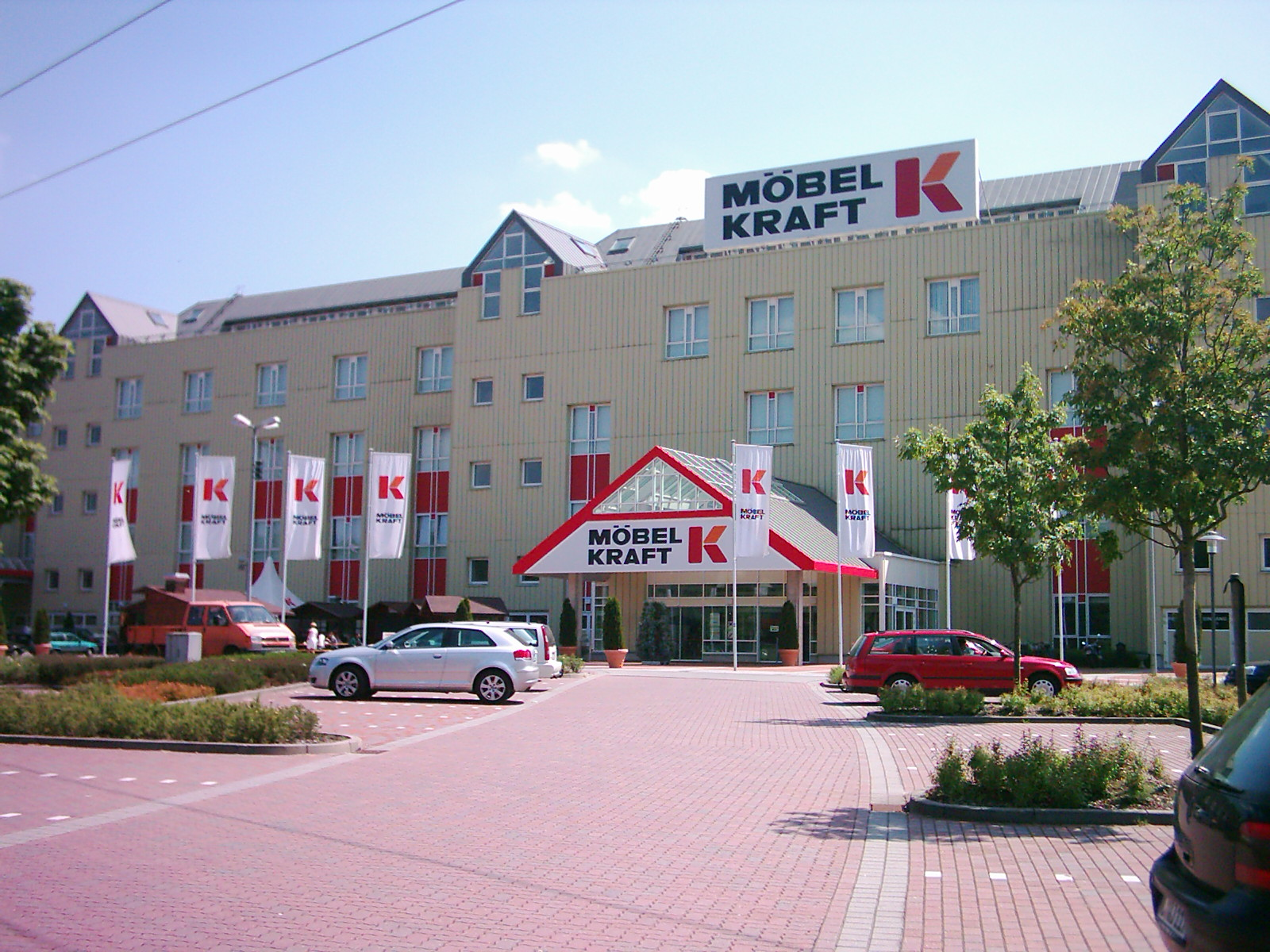
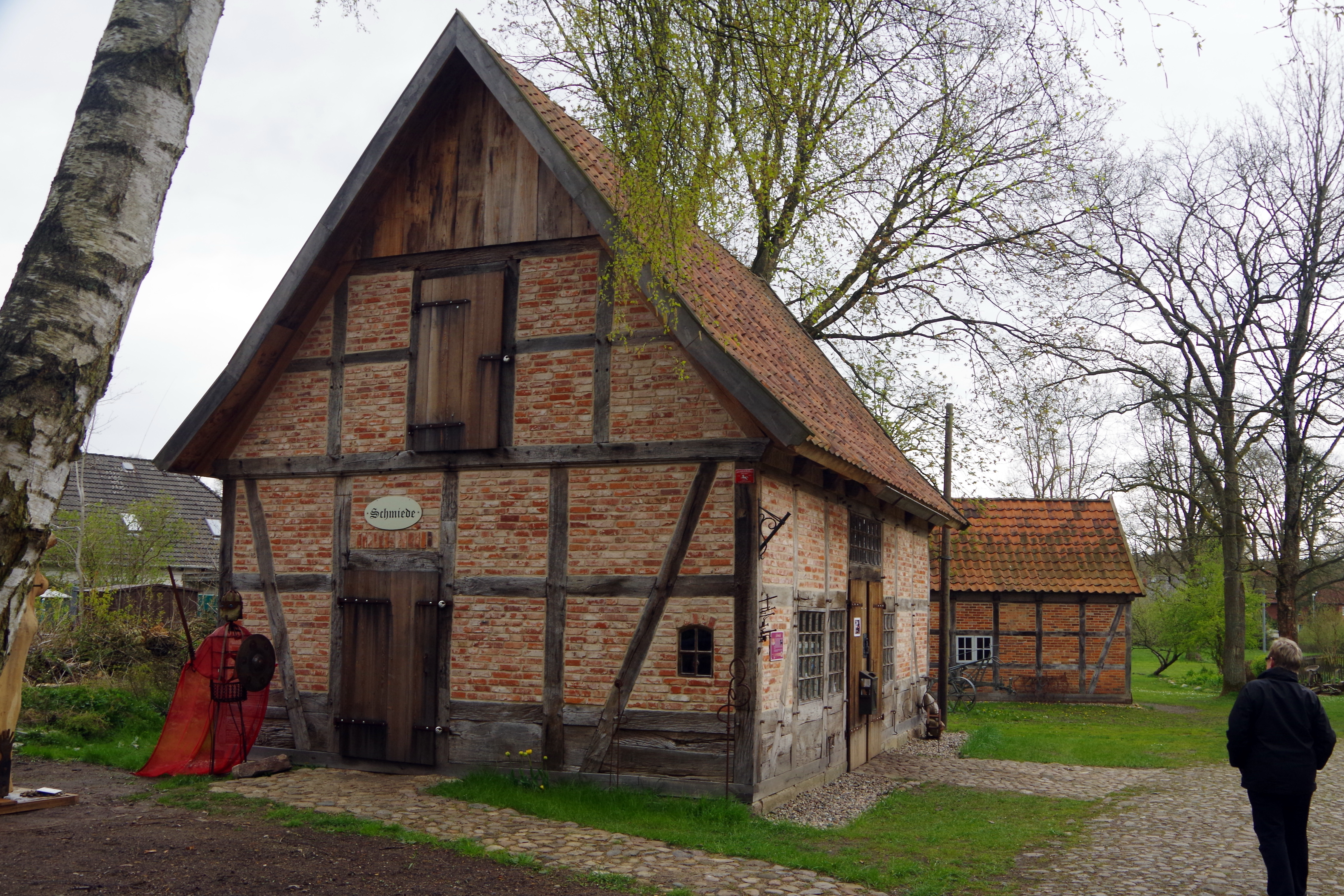
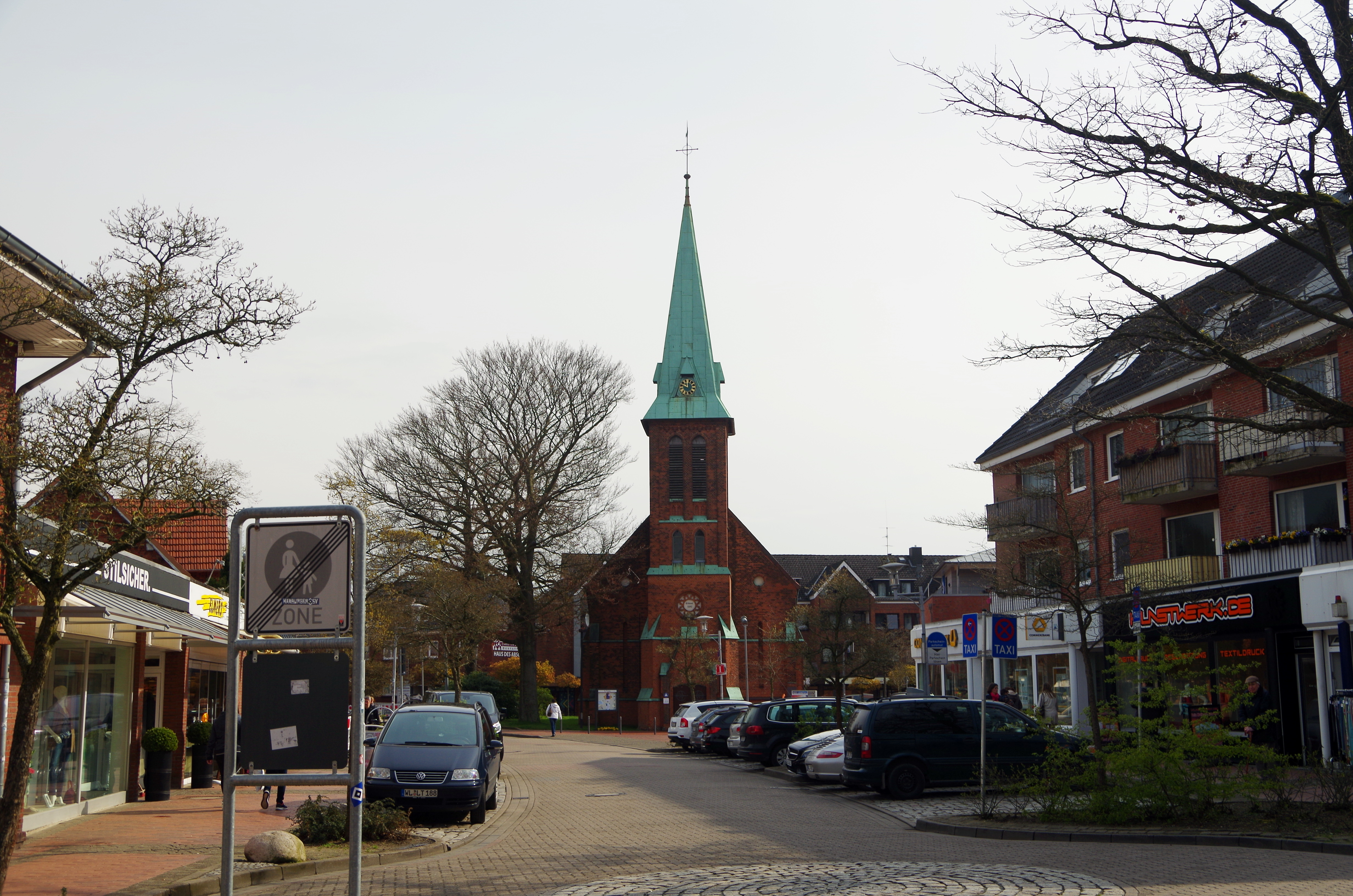
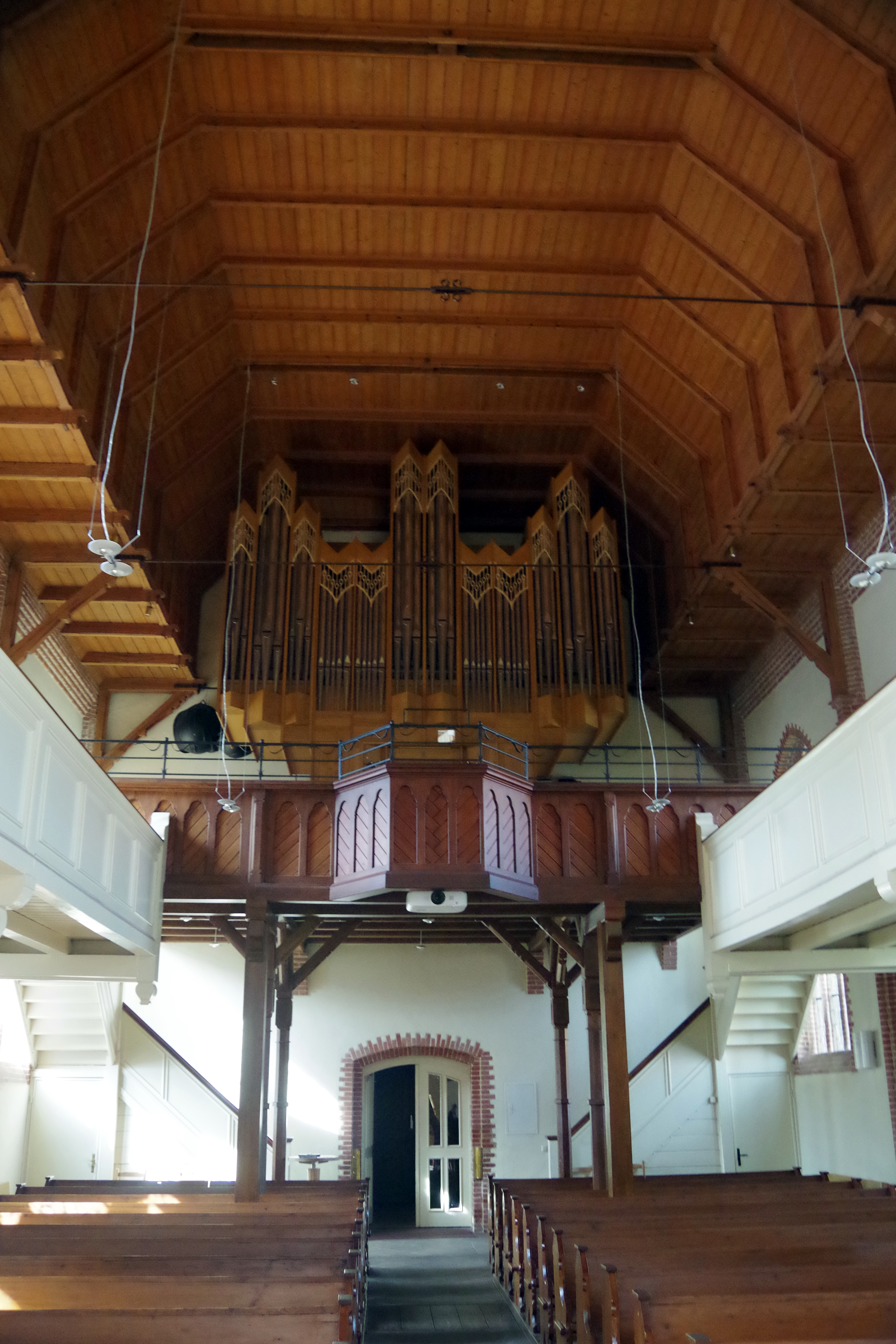
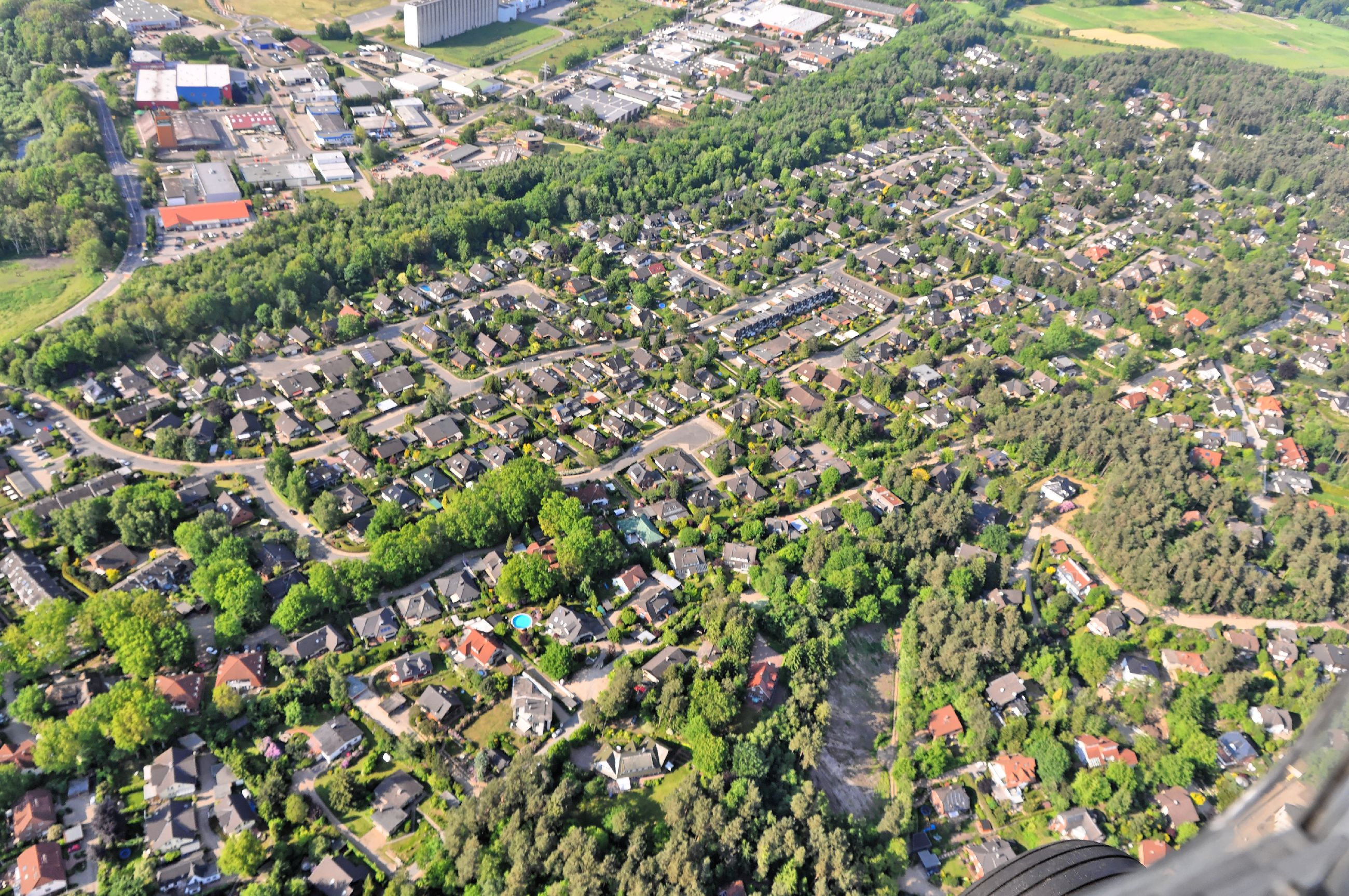

## Népesség
A település népességének változása:
| Lakosok száma | 38 487 | 38 689 | 39 042 | 39 272 | 39 272 | 40 164 | 40 810 | 41 290 |
|               | 2015   | 2016   | 2017   | 2018   | 2019   | 2021   | 2022   | 2023   |